# Десиро
Десиро (DBAG Baureihe 642) су средње брзи возови немачке компаније Сименс. 
Рађен је као модуларни воз са дизел или електричним погоном. 
У саобраћају су у Аустрији, Немачкој, Румунији, Чешкој, Данској, Словенији, Грчкој, Малезији, Бугарској и Мађарској. Варијанте су различите, али је основа иста.
Углавном су коришћени за регионални промет унутар државе. Потпадају у категорију лаких, модуларних возова који су раширени по Европи због јефтине и некомпликоване изградње. Због мале тежине има добро убрзање и врло је адекватан у промету где се воз зауставља доста фреквентно (за разлику од тешких брзих возова који се заустављају само на већим станицама). Такође нису толико комфорни као брзи или чак старији возови.

## Техничке карактеристике
- Брзина крстарења : 120
- Погон : 2 мотора (дизел : 2 x 275 kW до 2 x 315 kW)
- Ширина : 2,83
- Маса : 66 t
- Максимална маса : 88 t
- Цена : 1,2 милиона €